# Gran Asunción
Gran Asunción  je velika konurbacija nastala oko glavnog paragvajskog grada - Asuncióna, stapanjem okolnih gradova; Capiatá, Luque, San Lorenzo, Limpio, Ñemby, Lambaré, Itauguá, Fernando de la Mora, Villa Elisa, Mariano Roque Alonso i San Antonio u jedan veliki mega grad od 2 698 401 stanovnika

## Zemljopisne karakteristike
Gran Asunción leži u sredini Paragvaja, duž desnih obala rijeke Paragvaj uokolo Asuncióna, na površini od 1 014 km².

### Gradovi u Gran Asunciónu
| Grad / Okrug            | Površina | Stanovništvo (2011)  |  |
| ----------------------- | -------- | -------------------- |  |
| 1-Asunción              | 117 km²  | 544 309 stanovnika   |  |
| 2-Capiatá               | 83 km²   | 246 998 stanovnika   |  |
| 3-Luque                 | 203 km²  | 321 662 stanovnika   |  |
| 4-San Lorenzo           | 91 km²   | 380 878 stanovnika   |  |
| 5-Limpio                | 117 km²  | 201 245 stanovnika   |  |
| 6-Ñemby                 | 40 km²   | 192 224 stanovnika   |  |
| 7-Lambaré               | 37 km²   | 151 484 stanovnika   |  |
| 8-Itauguá               | 122 km²  | 148 721 stanovnika   |  |
| 9-Fernando de la Mora   | 21 km²   | 143 524 stanovnika   |  |
| 10-Villa Elisa          | 122 km²  | 106 943 stanovnika   |  |
| 11-Mariano Roque Alonso | 50 km²   | 100 031 stanovnika   |  |
| 12-San Antonio          | 26 km²   | 60 382 stanovnika    |  |
| Ukupno                  | 1014 km² | 2 698 401 stanovnika |  |

## Vanjske poveznice
- Asunción Paraguay Sudamérica na portalu Costasur (šp.)